# Norman's Bay
Norman's Bay est une communauté de pêcheurs située sur la côte de l'océan Atlantique à l'est du Labrador, dans la partie continentale de la province de Terre-Neuve-et-Labrador au Canada. 
La localité compte environ 45 habitants en 2018.

## Géographie
Norman's Bay se situe au fond d'un bras (Lady's Arm) de la baie Martin (Martin Bay), à environ 30 kilomètres au nord-est de Charlottetown.
Plusieurs étangs d'eau douce se trouvent à proximité, notamment l'étang Osberns (Osberns Pond) qui se trouve derrière la localité.
Norman's Bay dispose d'une route desservant les habitations et d'un chemin partant vers l'ouest, mais est isolée du reste du Canada.
La localité est seulement accessible par bateau depuis Charlottetown.

## Histoire
Norman's Bay était une colonie hivernale pour les stations de pêche de Snug Harbour et de Venison Tickle. À l'époque où on encourageait les stations de pêche du sud-est du Labrador à se réinstaller dans les années 1960, la famille Ward à Snug Harbour a résisté aux pressions visant à déménager à Charlottetown ou dans une autre communauté plus grande. Les Ward ont ensuite été rejoints par une ou deux autres familles. C'est pourquoi la population de Norman's Bay est composée principalement de membres de la famille Ward.

## Communauté
Norman's Bay compte sur de nombreux services présents à Charlottetown, tels que l'école, les services postaux, les magasins et les services médicaux.